# Стопанство на Сирия
Сирийската икономика се характеризира със силна намеса на държавата в стопанския живот. Едва през 2001 г. са позволени частните банкови операции, а 2 години по-късно се появяват и 3 недържавни банкови институции.
В последните 7 години средният разстеж на БВП на Сирия е 2,3%. Безработицата е висока – 20%. Инфлацията към 2004 г. е 2,1%.
Основните селскостопански продукти на сирийското стопанство са: зърно (пшеница, ечемик), памук, зърнено-бобови култури, маслини, захарна тръстика.
Основните промишлени стоки са: нефт, текстил, хранителни продукти, фосфатна суровина и др. Запасите на суров нефт възлизат на 2,5 милиарда барела. Националните газови резерви са около 270,7 милиарда куб. м.
Важните индустриални райони са тези около Халеб, Дамаск, както и в областта около Хомс и Хама.
Валутните и златните резерви на страната се изчисляват на около 5 милиарда щатски долара, а външният дълг – на около 4 милиарда.
Сирийската икономика е силно зависима от износа на нефт и нефтопродукти.
Към 2004 г. средният доход на глава от населението е 2400 щ.д.